# Villagarzón
Villagarzón là một khu tự quản thuộc tỉnh Putumayo, Colombia. Thủ phủ của khu tự quản Villagarzón đóng tại Villagarzón Khu tự quản Villagarzón có diện tích 1250 ki lô mét vuông. Đến thời điểm ngày 28 tháng 5 năm 2005, khu tự quản Villagarzón có dân số 17320 người.